# 마이클 스타이프
마이클 스타이프(Michael Stipe, 1960년 1월 4일~)는 미국의 가수로, R.E.M.의 리드 보컬리스트이다.